# Kelvinside Academy

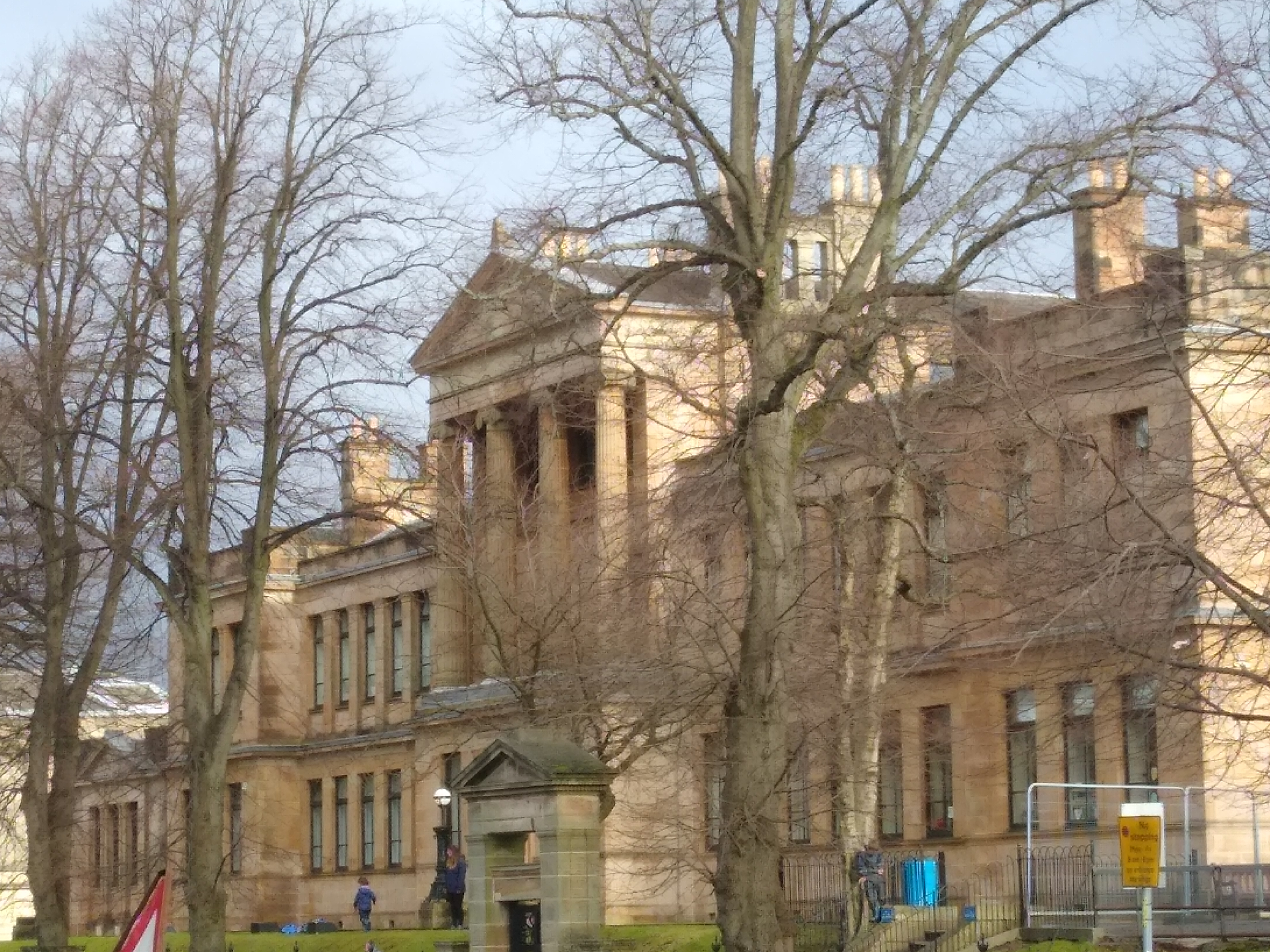
Denkmalgeschütztes Gebäude der Kelvinside Academy

Die Kelvinside Academy ist eine Privatschule im Bezirk Kelvinside der schottischen Stadt Glasgow.

## Geschichte
Die Schule wurde 1878 gegründet und öffnete am 2. September desselben Jahres. Die Entwürfe für das Gebäude lieferten die schottischen Architekten James Sellars und Campbell Douglas. 1957 wurde der Schule ein neues Gebäude hinzugefügt. 1966 wurde das ursprüngliche Schulgebäude in die schottischen Denkmallisten in der höchsten Denkmalkategorie A aufgenommen.

## Schulbetrieb
Der Schulbetrieb gliedert sich in drei Stufen. Die Vorschule steht Drei- bis Fünfjährigen offen. Sie befindet sich auf dem Balgray Campus am Westend. Die anschließende Grundschule umfasst sechs Klassenstufen sowie eine einjährige Übergangsstufe auf die weiterführende Schule, mit der sie sich einen Campus teilt. Schwerpunkte bilden die Ausbildung in Kunst, Musik, Sprachen, Informationstechnologie und Sport. Die Senior School umfasst die Klassenstufen bis zur Hochschulreife.

## Beschreibung
Die Kelvinside Academy liegt im Glasgower Nordwesten unweit der botanischen Gärten und dem Kelvin. Das zweistöckige Gebäude ist im Stile des griechischen Klassizismus ausgestaltet. Die Arbeit zeigt Parallelen zu den Bauwerken Alexander Thomsons. Die südwestexponierte Frontfassade ist 23 Achsen weit, die im Schema 3–7–3–7–3 angeordnet sind. Markant sind die Eckrisalite sowie der dreistöckige Mittelrisalit, der im Stile griechischer Tempel gestaltet ist. Der Portikus verfügt über vier ionische Säulen und schließt mit einem Dreiecksgiebel mit Akroterion. Oberhalb des Eingangsportals verläuft ein ornamentierter Fries. Pilaster gliedern die Fassade im ersten Obergeschoss vertikal. Die abschließenden Dächer sind mit Schiefer eingedeckt. Links schließt sich ein fünf Achsen weiter und rechts ein acht Achsen weiter Anbau neueren Datums an.